# Katholisch de
Katholisch.de je internetski portal Katoličke crkve u Njemačkoj. Uredništvo sa sjedištem u Bonnu djeluje u ime Njemačke biskupske konferencije (DBK). Operator stranice je Allgemeine gemeinnützige Programmgesellschaft mbH (APG), tvrtka Udruge njemačkih biskupija (Bonn) i Tellux (München). 

## Povijest
Mrežna stranica Katholisch.de osnovana je 2003. godine odlukom Stalnog vijeća Njemačke biskupske konferencije. Stranica online od 4. travnja 2004. U to vrijeme uredništvo je još bilo u Kölnu. Od ljeta 2011. sjedište mrežne stranice je u Katoličkoj medijskoj kući (Katholische Medienhaus) u Bonnu. Pored Katholisch.de, tu se između ostalih, nalaze i Katolička novinska agencija (KNA - Katholische Nachrichten-Agentur), katolički filmski časopis Filmdienst i drugi mediji njemačke BK. 

## Sadržaj
Katholisch.de najveći je digitalni brend Katoličke crkve u Njemačkoj s najopširnijim dosegom i pruža ažurne i multimedijske informacije o Katoličkoj crkvi i kršćanstvu. 
Urednici mrežne stranice surađuju s 27 njemačkih biskupija i drugim crkvenim institucijama. Svakodnevno ažurirana ponuda vijesti i razmišljanja nadopunjena je duhovnim poticajima, javljanjima uživo, aktivnostima na društvenim medijima, kao i informacijama i uslužnim referencama vezanim uz Katoličku crkvu. 
Trenutno (od 7/2016.) uredništvo vode Matthias-Johannes Fischer i David Hober. Članovi uredništva su novinari, grafičari, tehničari, ali i volonteri. Dopunjeno je, katkad, i slobodnim novinarima. 
Ciljana skupina mrežne stranice Katholisch.de su, prema vlastitoj izjavi, "ljudi unutar Crkve i oni izvan nje koji imaju interes za katolički svijet". Osim praktičnih katolika, urednici ciljaju "i na kršćane koji su se udaljili od Crkve".

## Poveznice
- - Katholisch.de
  - Katholisch.de na Facebooku
  - Katholisch.de na Twitteru
  - Katholisch.de na Youtubeu
  - Katholisch.de na Instagramu